# Otolemur crassicaudatus
Otolemur crassicaudatus là một loài động vật có vú trong họ Galagidae, bộ Linh trưởng. Loài này được É. Geoffroy mô tả năm 1812.

## Hình ảnh

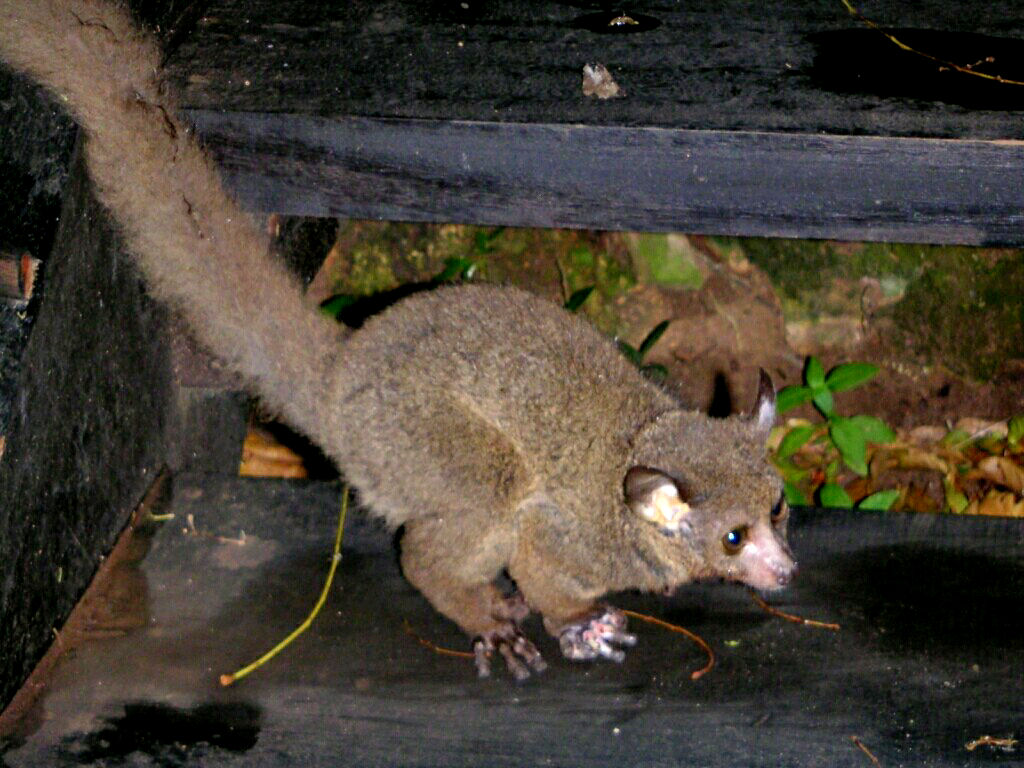
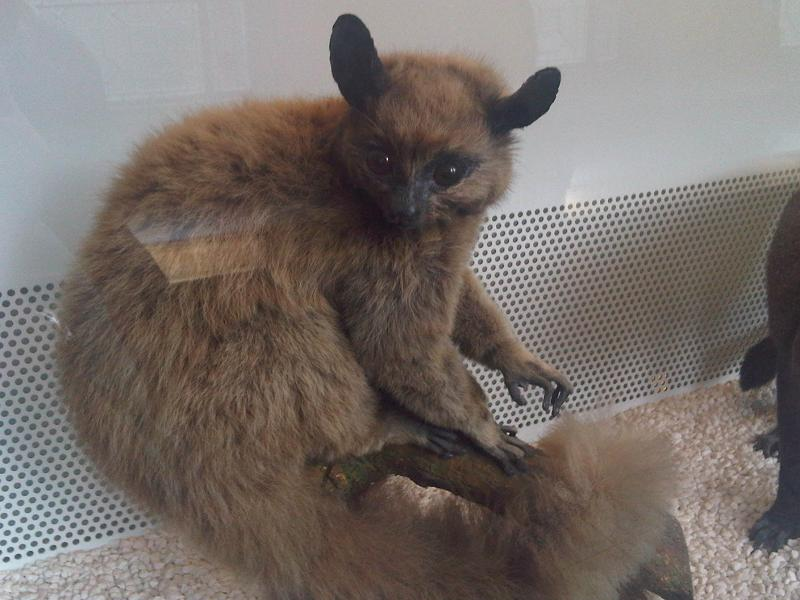
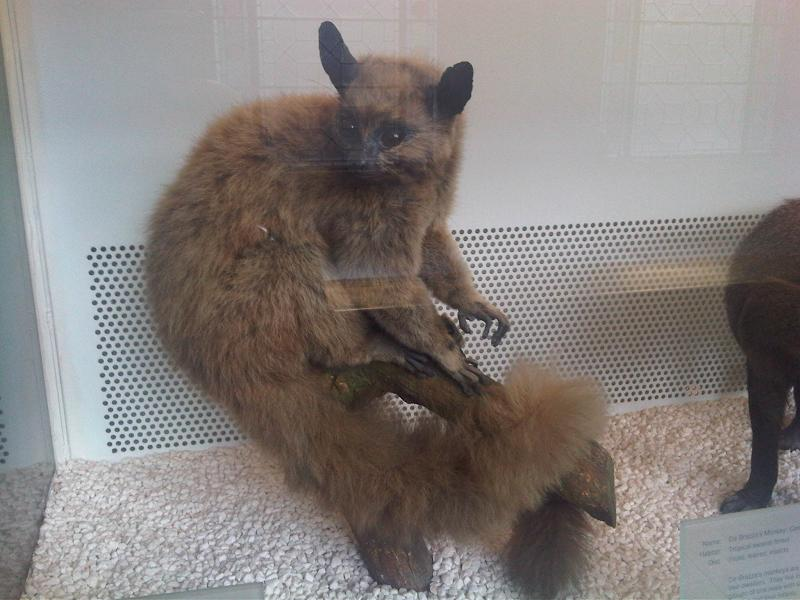
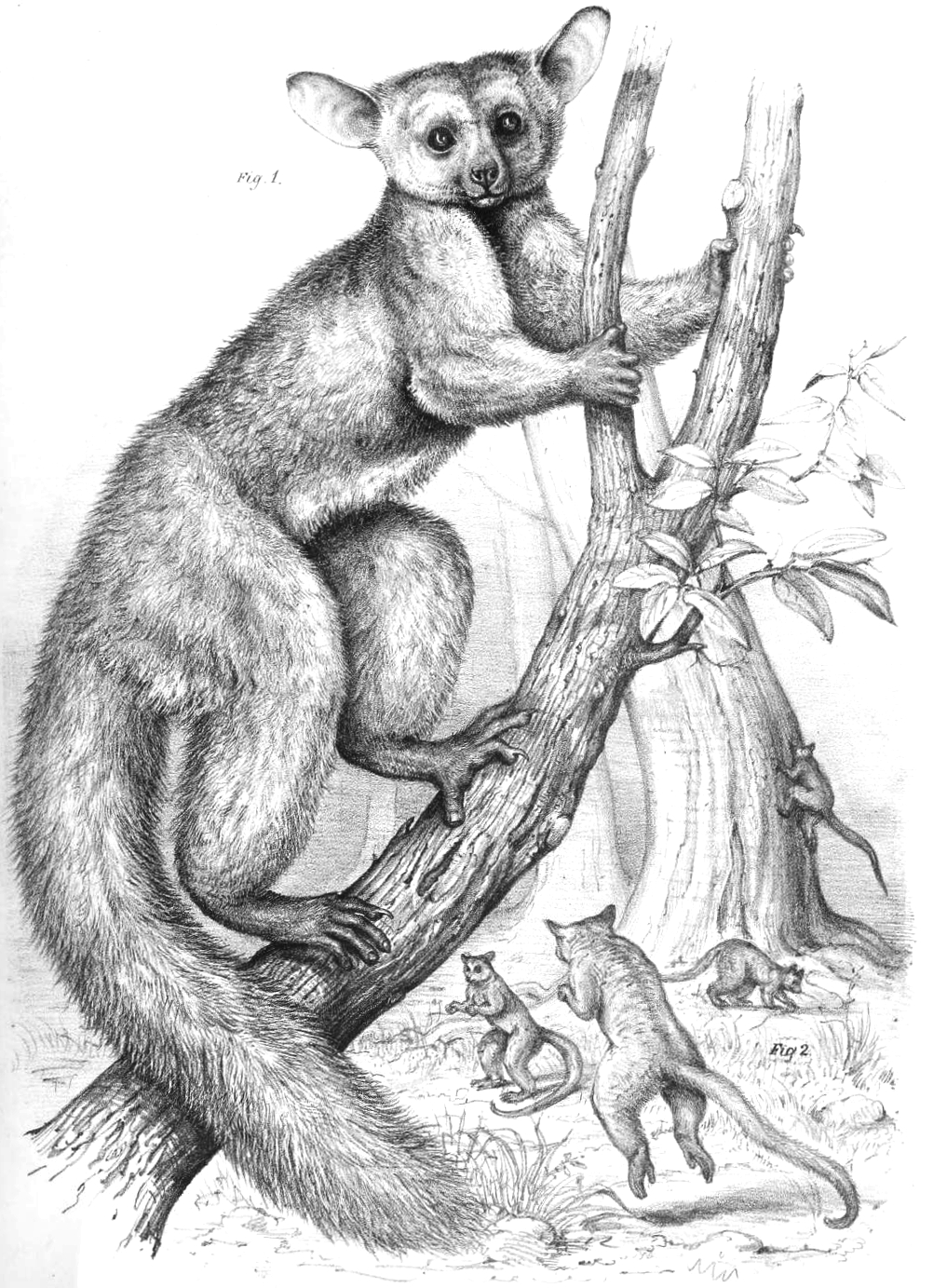